# 팡웨이
팡웨이(중국어 간체자: 庞伟, 정체자: 龐偉, 병음: Páng Wěi, 한자음: 방위, 1986년 7월 19일~)는 중화인민공화국의 사격 선수로 주 종목은 권총이다. 2006년 ISSF 세계 사격 선수권 대회와 2008년 하계 올림픽의 10m 공기권총 종목에서 우승했다.

## 2008년 하계 올림픽
허베이성 바오딩시에서 태어난 팡웨이는 남자 10m 공기권총 종목에서 금메달을 땄다. 팡웨이는 2008년 올림픽에 출전하고 있는 선수단 중 처음으로 금메달을 딴 선수가 되었으며 중국 스폰서에게서 2,000,000위안(약 340,000,000원)을 포상금으로 받았다.

## 2016년 하계 올림픽
남자 공기 권총 10m에 출전하여 예선1위로 결선에 올랐고, 결선에서 호앙쑤언빈, 펠리피 아우메이다 우에 이어서 동메달을 기록했다.

## 개인사
그의 부인인 두리도 중국 국가대표 사격 선수 활동하여 올림픽에서 금메달 2개를 획득했다. 두 사람은 2009년 11월에 결혼식을 올렸다.

## 주요 대회 입상 경력
- 2006 세계 선수권 대회 - 1위(10m 공기권총)
- 2007 월드컵 파이널 - 3위(10m 공기권총)
- 2007 중국 전국체전 - 1위(50m 프리피스톨)
- 2008 하계 올림픽 - 1위(10m 공기권총)
- 2016 하계 올림픽 - 3위(10m 공기권총)
- 2020 하계 올림픽 - 3위(10m 공기권총)